# Солидарность (банк)
«Солидарность» — поволжский коммерческий банк, создан 23 октября 1990 года, зарегистрированный с уставом в Государственном банке РСФСР. Штаб-квартира в городе Самара. С ноября 2015 года санаторами были АО «Зарубежэнергопроект» и «Кранбанк» из Ивановской области. 13 декабря 2019 года у одного из санаторов — банка «Кранбанк» из Ивановской области — была отозвана лицензия после публикации газеты «Народ против коррупции» (главный редактор Егор Сигунов), потому с декабря 2019 года у банка «Солидарность» остался единственный санатор — АО «Зарубежэнергопроект».

## Деятельность
В 1990—2014 годах банк контролировался бывшим губернатором Самарской области, сенатором Совета Федерации К. А. Титовым; с 2000 по 2014 год главой банка был сын К. А. Титова — Алексей Титов.
В 2007 году президент банка «Солидарность» Олег Синицын был избран по спискам партии «Единая Россия» депутатом 4-го созыва Самарской Губернской думы. В 2007 году председатель совета директоров банка Алексей Титов совместно с немецкой компанией «ECE Projektmanagement GmbH» учредили компанию ОАО «Волжская девелоперская компания» («ВДК»), с которой вёл проект по строительству в Тольятти торгового комплекса ТЦ «Volga Mall». Летом 2010 года реализация проекта была приостановлена. Подконтрольная А. Титову компания ЗАО «Ависта» является владельцем акций сети кабельного телевидения группы компаний ЗАО «ЛИК» в Тольятти; «Ависте» в собственность также отошли 20 га промышленной территории бывшего ОАО «КуйбышевФосфор», на которой находятся законсервированные, но не утилизированные радиоактивные отходы.
11 января 2009 года банк «Солидарность» завершил сделку о покупке 100 % акций банка ОАО «ПотенциалБанк». В феврале 2011 года дочерняя компания банка ООО «Солидарность Инвест» купила долг и стала собственником тольяттинского молочного завода ОАО «Тольяттимолоко». В марте 2011 года Алексей Титов вёл переговоры с датским молочным концерном «Arla Foods» о возможном создании совместного предприятия или продажи подконтрольного его банку молочного холдинга «БиМоло», но из-за его банкротства переговоры были приостановлены. В 2009 году банку отошли активы в виде двух жилых многоквартирных домов бывшей тольяттинской строительной компании «М-Холдинг», которая продавала готовые квартиры жилого дома в кварталах 14А и 20 Автозаводского района Тольятти.
27 июля 2011 руководство банка «Солидарность» продало ОАО «ПотенциалБанк» «Агентству по страхованию вкладов». А. Титов, являясь основным акционером банка, вёл переговоры о продаже его финансовой корпорации «Открытие», но стороны не пришли к соглашению.
В 2014 году в ходе санации под контролем «Агентства по страхованию вкладов» банк перешёл в собственность компании ООО «Аливикт», являющейся основным акционером ОАО АКБ «Пробизнесбанк» и входящего в финансовую группу «Лайф» Председателем совета директоров банка «Солидарность» был избран председатель правления ОАО АКБ «Пробизнесбанк» А. Д. Железняк.
В 2015 году в ходе третьего этапа санации, банк перешёл в собственность ОАО «Зарубежэнергопроект» и «Кранбанк» из Ивановской области.
В 2016 году в результате кредитных обязательств дочерняя компания банка ООО «Солидарностьриелт» выкупило права требования к «Тольяттинской птицефабрике» у ООО «Юнитранс». Банк стал основным кредитором птицефабрики.

### Рейтинги
- Рейтинговое агентство АКРА присвоило банку в 2019 году рейтинговую оценку B(RU) со стабильным прогнозом. В 2020 году рейтинг был повышен до B+(RU) с позитивным прогнозом, в 2021 - до BB-(RU) со стабильным прогнозом и ежегодно подтверждался (2022-2024). В 2025 году рейтинг был вновь понижен до B+(RU)[16].
- Рейтинговое агентство «Эксперт РА» в 2009 присвоило банку рейтинговую оценку B++. До 2017 рейтинг колебался в диапазоне от A (III) до C+ и ruCCC, а в 2018 году был отозван[17].

## Санкции
20 июля 2023 года, на фоне вторжения России на Украину, банк попал под блокирующие санкции США, самому банку и любым структурам, в которых он владеют более чем 50 %, запрещено иметь дело с американским физлицами и компаниями.

## Персоналии банка
- Титов, Константин Алексеевич — бенефициарный владелец до 2011 г.
- Симановский, Леонид Яковлевич — президент банка в 90-х
- Железняк, Александр Дмитриевич — глава банка 2014—2015 г.
- Кумин, Вадим Валентинович — председатель совета директоров (2017—2020)